# Myxococcus xanthus
Espèce
Myxococcus xanthus est une espèce de myxobactérie à Gram négatif découverte en 1941. Elle a la particularité de présenter diverses formes de comportement de réorganisation de sa population en réponse à des signaux de l'environnement. En conditions normales avec des nutriments en abondance, elle se présente en biofilm mono-espèce, prédateur et saprophyte qu'on appelle un essaim (swarm en anglais). En conditions pauvres en nutriments, elle subit un cycle de développement multicellulaire.

## Étymologie
Le nom de genre Myxococcus provient du grec muxa (mucus, bave), du latin coccus (dérivé du grec kokkos, graine, semence) et par extension du néolatin myxococcus, graine muqueuse. Le nom d'espèce xanthus provient du néolatin xanthus dérivé du grec xanthos, qui signifie jaune.  

## Croissance en colonie
Une colonie de Myxococcus xanthus est un system réparti, contenant des millions d'entités qui communiquent entre elles de façon non centralisée. De simples modèles de comportement de coopération parmi les membres de la colonie se combinent entre eux pour générer des comportements de groupe complexes, dans un processus appelé "stigmergie". Par exemple, la tendance d'une cellule à se mouvoir par glissement seulement lorsqu'elle est en contact direct avec une autre a pour résultat que la colonie forme des essaims appelées "meutes de loups" (wolf-packs en anglais) pouvant faire plusieurs centimètres de diamètre. Ce comportement confère un avantage aux membres de la essaim, car il augmente la concentration des enzymes digestives extracellulaires sécrétées par les bactéries, ce qui facilite ainsi la prédation. De la même façon, en conditions de stress, les bactéries subissent un processus dans lequel environ 100 000 cellules individuelles s'agrègent pour former une structure appelée corps de fructification en l'espace de quelques heures. À l'intérieur de ce corps de fructification, les cellules en forme de bâtonnets se différencient en spores sphériques à paroi épaisse. Elles subissent des changements dans la synthèse de nouvelles protéines, ainsi que des modifications dans la paroi cellulaire en parallèle des changements morphologiques. Pendant ces agrégations, de denses crêtes cellulaires se meuvent sous forme d'ondulations qui croissent et décroissent sur un laps de temps de cinq heures.    

## Motilité
Une part importante du comportement de M. xanthus réside dans sa capacité à se mouvoir sur une surface solide par deux mécanismes différents de motilités. Un mécanisme qu'on appelle le glissement (gliding en anglais). La motilité par glissement est une méthode de locomotion permettant un mouvement sur une surface solide sans l'aide de flagelles. Aussi nommée motilité de type A (aventureux). Dans le type A, des cellules individuelles (individualisées, "isolées") se meuvent, ce qui résulte en une distribution avec de nombreuses cellules individuelles. Le second type de  motilité, nommé motilité de type S (social), ce ne sont pas les cellules individuelles qui se meuvent, mais les cellules proches les unes des autres. Cela amène à une distribution spatiale de cellules de groupes. Cette motilité dépend du pilus de type IV et de deux différents polysaccharides sécrétés.
Plus de 37 gènes sont impliqués dans le type A, qui comprend de multiples éléments moteurs qui sont disposés le long de l'entièreté du corps de la cellule. Chaque élément moteur apparaît comme localisé dans l'espace périplasmique et est lié à la couche de peptidoglycane. On suppose que les moteurs bougent grâce à des filaments de cytosquelette en hélice. La force de glissement générée par ces moteurs est couplée à des sites d'adhésion qui bougent librement sur la membrane externe, et qui fournissent un contact spécifique avec le substrat, possiblement aidés par le peptidoglycane externe,.
Le type S pourrait être un dérivé de la motilité par contractions/convulsions, car il est lié à l'extension et le rétractation du pilus de type IV qui s'étend depuis le pôle le plus avancé. Les gènes du système de type S s'avèrent être homologues aux gènes impliqués dans la biosynthèse, l'assemblage et la fonction de la motilité par contractions/convulsions chez d'autres bactéries,.

## Différenciation cellulaire, corps de fructification et sporulation

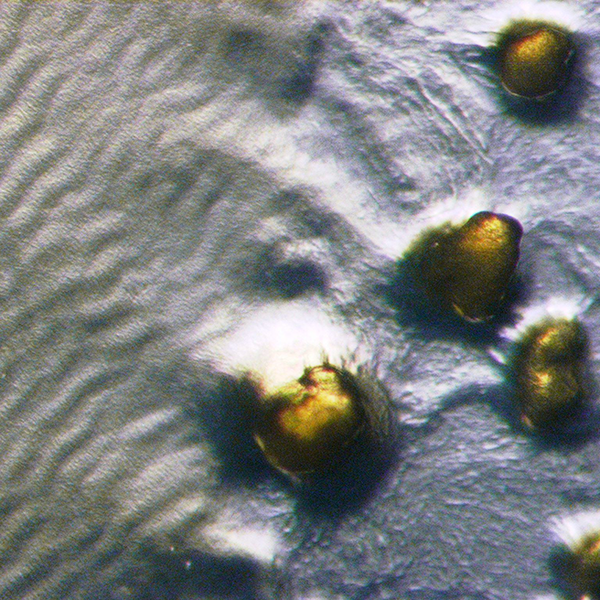
Lorsqu'il y a des proies (ici E. coli), les cellules de M. xanthus s'auto-organisent en bandes périodiques de vagues mouvantes, qu'on appelle des ondulations (ripples). Dans les zones sans proies, les cellules de M. xanthus subissent un stress de nutriments et en conséquence se réorganisent en structures en "meules de foin" remplies de spores, qu'on appelle des corps de fructification (côté droit, monceaux de couleur jaune).

En réponse à un manque de nutriments, les myxobactéries développent des corps de fructification multicellulaires espèce-spécifiques. À partir d'une essaim uniforme de cellules, certaines d'entre elles s'agrègent en corps de fructification, alors que d'autres restent dans un état végétatif. Ces cellules qui participent à la formation du corps de fructification passent d'une forme de bâtonnet à une forme sphérique et deviennent des myxospores résistants à la chaleur, pendant que les cellules périphériques gardent leur forme de bâtonnet. Bien que n'étant pas aussi tolérants que des extrêmophiles environnementaux tels que les endospores de Bacillus par exemple, la relative résistance des myxospores à la dessication et le gel permet aux myxobactéries de survivre dans des environnements où certaines saisons sont rudes. Lorsqu'une source de nutriments devient de nouveau disponible, les myxospores germent, perdant leur enveloppe pour émerger sous forme de cellules végétatives en forme de bâtonnet. La germination synchronisée de milliers de myxospores à partir d'un seul corps de fructification permet aux membres d'une nouvelle colonie de myxobactéries de commencer directement à se nourrir de façon coopérative.

## Communication intercellulaire
Il est très probable que les cellules communiquent pendant le processus de fructification et de sporulation, car un groupe de cellules ayant été privées de nourriture en même temps forment des myxospores dans les corps de fructification. Un signal intercellulaire apparaît nécessaire pour s'assurer que la sporulation ait lieu au bon endroit au bon moment. Les chercheurs soutiennent l'existence d'un signal extracellulaire, le facteur A, qui est nécessaire pour l'expression des gènes du développement et pour le développement d'un corps de fructification complet.

## Capacité à "espionner"
On a montré qu'une essaim de M. xanthus est capable "d'espionner" (eavesdrop) les signaux extracellulaires qui sont produits par les bactéries sur lesquelles M. xanthus exerce leur prédation, ce qui amène à des changements dans le comportement de l'essaim, augmentant ainsi son efficacité de prédation. Cela permet l'émergence d'une physiologie fortement adaptative qui aura probablement contribué à la distribution presque ubiquitaire des myxobactéries.

## Importance dans la recherche
Les cycles de vie complexes des myxobactéries en font des modèles très intéressants pour l'étude de la régulation des gènes ainsi que des interactions cellulaires. Les caractéristiques de M. xanthus la rendent très facile à étudier, et donc importante en recherche. Il existe des souches en laboratoire qui sont capables de croître en tant que bactérioplancton dans des cultures agitées, ce qui les rend facile à produire en grandes quantités. Les outils de génétique classique et moléculaire sont relativement bien développés pour étudier M. xanthus.
Bien que les corps de fructification de M. xanthus soient relativement primitifs comparés par exemple aux structures élaborées produites par Stigmatella aurantiaca et d'autres myxobactéries, la grande majorité des gènes connus pour être impliqués dans le développement sont conservés d'une espèce à l'autre. Afin de faire croître des corps de fructification sur des cultures en agar de M. xanthus, on peut simplement étaler les bactéries sur des milieux très pauvres en nutriments. De plus, il est possible d'induire artificiellement la production de myxospores sans passer par l'étape de corps de fructification, en ajoutant des composés comme le glycérol ou divers métabolites dans le milieu. De cette façon, plusieurs étapes du cycle de développement peuvent être prises à part expérimentalement.

## Génome
Le génome de M. xanthus a été entièrement séquencé et sa taille pourrait refléter la complexité de son cycle de vie. Avec 9,14 mégabases, elle contenait le plus grand génome procaryotique connu jusqu'au séquençage de Sorangium cellosum (12,3 Mb), qui est également une myxobactérie.

## Tricherie au cours du développement
Une "tricherie" (cheating) sociale existe communément chez M. xanthus. Dès lors que des mutants ne sont pas trop nombreux, s'ils sont incapables d'assurer la fonction de production de spores dont bénéficie le groupe, ils vont quand même profiter de ce bénéfice de la population dans son ensemble. Les chercheurs ont montré que quatre types différents de mutants de M. xanthus ont montré des comportements de tricherie au cours du développement, en étant sur-représentés dans le nombre de spores par rapport à leur fréquence initiale dans l'inoculum.

## Myxococcus xanthuset l'évolution
En 2003, les scientifiques Velicer et Yu ont supprimé certaines parties du génome de M. xanthus, rendant ainsi la bactérie incapable d'essaimer de façon efficace en plaques d'agar. Des individus ont été clonés et ont pu subir le processus d'évolution. Après 64 semaines, deux des populations ayant évolué ont commencé à essaimer vers l'extérieur presque aussi efficacement que des colonies de souches sauvages. Cependant, les motifs des essaims étaient très différentes des souches sauvages, ce qui a amené l'hypothèse selon laquelle elles avaient développé une nouvelle façon de se déplacer, et les deux chercheurs ont confirmé cette hypothèse en montrant que les nouvelles populations n'avaient pas regagné la capacité de construire des pili, qui permettent aux souches sauvages de produire des essaims. Cette étude a soulevé des questions sur l'évolution de la coopération entre individus qui ont tourmenté les scientifiques pendant des années.